# Colegio Corazón de María (Gijón)
El Colegio Corazón de María es un colegio privado-concertado de ideario católico y cuya titularidad ostentan los Misioneros Claretianos. Se sitúa en Gijón (Principado de Asturias, España). En él se imparte enseñanza en los siguientes ciclos del sistema educativo de España:
- Educación infantil (concertada)
- Educación primaria (concertada)
- Educación Secundaria Obligatoria (concertada)
- Bachillerato (privada)

## Historia
Los Misioneros Claretianos fundaron su primera comunidad en Gijón, en el barrio obrero de El Llano el 14 de marzo de 1922. Se dedicaron a la atención pastoral de la zona, a apoyar en las celebraciones litúrgicas de la parroquia de San Lorenzo y a predicación itinerante por Asturias en forma de novenas, ejercicios espirituales, etc.

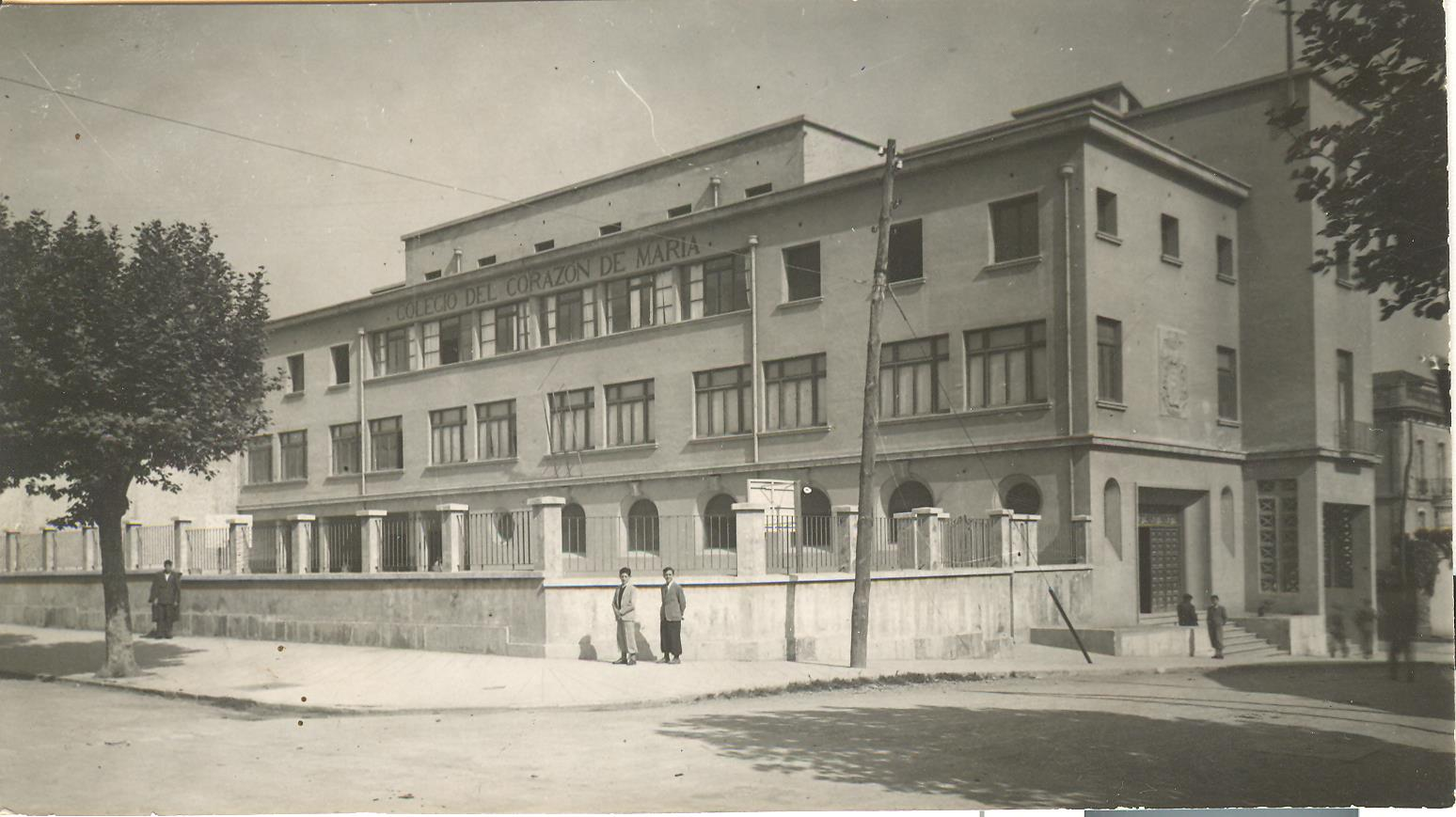
Edificio original del Colegio.

En 1938, finalizada la Guerra Civil en Asturias y al ser conscientes de la necesidad de atender educativa a una numerosa población infantil, los Claretianos fundaron el conocido como Colegio provisional en un edificio situado en la calle Cabranes, cerca de la avenida de Simancas, (actual Pablo Iglesias). Pronto las instalaciones se quedaron pequeñas y se procedió a la construcción de un nuevo edificio en la ubicación actual. Este fue inaugurado el 12 de octubre de 1941 con la presencia de las autoridades locales y provinciales, civiles, militares y religiosas. Entre ellas el obispo de Oviedo, Manuel Arce y el alcalde de Gijón, Paulino Vigón. Aquel curso 1941-42 dio comienzo con 52 alumnos en Primera Enseñanza y 65 en Segunda Enseñanza.
El número inicial de 117 alumnos no paró de crecer en los siguientes años. En el curso 1955-56 eran ya más de 500 los alumnos matriculados. Fue entonces cuando resultó necesario proyectar unas obras de ampliación. En 1959 se compraron los terrenos anexos y se inició la obra de recrecimiento del edificio original y construcción de dos nuevos pabellones, el central y el oeste. Estas instalaciones se inauguraron en 1966 quedando triplicado el volumen del colegio y multiplicada por cuatro la capacidad para albergar alumnado. En 1967 se contaba con 19 aulas de Secundaria y 30 aulas de Primaria, con 18 profesores religiosos y 25 laicos.
Paralelamente en el curso 1965-66 se comienza a impartir el nivel educativo de Párvulos comenzando en ese primer curso con 41 alumnos. En 1974 ya eran tres aulas de alumnos de este nivel y se adecuaron las instalaciones de la Casa Palacio de Contrueces que estuvieron operativas desde el curso 1975-76.
En 1966 el arzobispo de Oviedo, Vicente Enrique y Tarancón elevó el templo colegial a la categoría de parroquia encomendándola a los Misioneros Claretianos.
En 1980 el centro experimenta, en su ubicación principal, una última ampliación con la construcción del polideportivo, nuevos patios, aulas, la cocina y el comedor. En 2000, con la finalidad de articular una etapa de Educación Infantil completa, se construye e inaugura un segundo edificio en Contrueces alcanzándose las 12 aulas.
Desde 1980 y de forma progresiva se fueron incorporando las alumnas a las aulas al hacerse el colegio mixto.
En 2010 el CODEMA se convierte en el segundo centro educativo de España en alcanzar el Sello de Colegio por el Comercio Justo. Se trata de un reconocimiento a la labor de sensibilización y promoción de los productos de comercio justo que se realiza en el centro, y en general, a toda la labor que en el ámbito de la educación para la solidaridad y el desarrollo (ESD). En 2012 el colegio recibe el Sello EFQM 400+ (European Foundation for Quality Management) una certificación internacional que reconoce la gestión excelente, innovadora y sostenible de las organizaciones. Actualmente, el Colegio Corazón de María cuenta con tres etapas concertadas: Educación Infantil, Educación Primaria y Educación Secundaria Obligatoria, y una privada: Bachillerato. En el curso 2022-23 el número de alumnos es de 1574 distribuidos en 60 aulas, y 103 el de los profesores.
En 2023 un estudio de Ecologistas en Acción situó al CODEMA como el centro educativo gijonés más expuesto a la polución atmosférica. Esto es debido al intenso tráfico que circula por la avenida de Pablo Iglesias.

## Instalaciones
El colegio cuenta con dos sedes. La sede donde se imparte Educación Infantil se sitúa en Contrueces y comprende dos edificios rodeados de una amplia zona verde, formando parte del complejo también las instalaciones de fútbol con dos campos. En este espacio se encuentra el Santuario de Nuestra Señora de Contrueces, bajo la atención pastoral de los Misioneros Claretianos, lugar jovellanista y en cuyo interior se venera a la patrona histórica de Gijón. En la sede central se imparten el resto de las enseñanzas y dispone de cuatro patios, un polideportivo, un salón de actos con capacidad para 445 personas y tres laboratorios.
El centro se haya inmerso en un proceso de transformación de las aulas. Se parte de los principios pedagógicos de que todo espacio es educativo (el denominado tercer profesor) y de que una nueva forma de enseñar y de aprender requiere de una nueva concepción de los espacios que facilite la puesta en práctica de las metodologías activas. Este nuevo diseño pretende potenciar la personalización de los aprendizajes del alumnado.

## Metodologías educativas innovadoras
El colegio Corazón de María es un centro educativo que se caracteriza por buscar permanentemente la mejora y situarse en la vanguardia de la innovación pedagógica. En una sociedad marcada por el entorno VUCA (volatilidad, incertidumbre, cambio y ambigüedad) apuesta por unas metodologías que pretenden preparar a su alumnado para esta realidad. Metodologías que buscan convertir a cada alumno en protagonista de su propio proceso de aprendizaje: trabajo cooperativo, el uso de las tecnologías digitales contextualizadas en los procesos de aprendizaje, las experiencias interdisciplinares y globalizadas, la estimulación temprana, el aprendizaje basado en proyectos, etc. Se trata de una nueva forma de enseñar y de aprender que facilita la atención a las diferencias individuales del alumnado.
El centro es también pionero en poner en marcha un proyecto para la detección, acompañamiento y desarrollo del talento de su alumnado denominado proyecto Dynamis. Se inicia en 5 años (3.º de Educación Infantil) y abarca toda la vida escolar del alumno. Se trata de ofrecer una respuesta educativa a las cualidades y necesidades de cada alumno y alumna. La base teórica del proyecto es el Modelo Diferenciado de Dotación y Talento (MDDT), del psicólogo canadiense Françoys Gagné que determina que la capacidad es la materia prima del talento y que éste se desarrolla con intervención específica y adecuada. Françoys Gagné y Javier Tourón, expertos en atención al alumnado de altas capacidades participaron en 2016 en un Congreso sobre cambio educativo organizado en las instalaciones del centro.

### Resultados Académicos
En la convocatoria ordinaria de la EBAU de 2023, tres alumnos de tres tipos de bachillerato diferente obtuvieron la máxima nota de 14 puntos sobre 14 puntos. En el total nacional de casi 300.000 alumnos que realizaron la EBAU fueron diecinueve los que alcanzaron la puntuación máxima y tres de ellos alumnos del CODEMA, algo único en la historia.  Estos resultados pusieron de manifiesto el trabajo realizado con el alumnado de altas capacidades confirmándose así en un centro referencia por las buenas prácticas educativas con este tipo de estudiantes. 

## Dimensión internacional
En 2021 obtiene la Acreditación Erasmus, que garantiza un acceso simplificado a las oportunidades de financiación del nuevo programa Erasmus+ 2021-2027 y verifica la calidad del plan presentado por el colegio, en el que se han planificado actividades plurianuales de movilidad. El CODEMA es además Escuela Embajadora del Parlamento Europeo y eTwinning School.

## Deporte
El centro es conocido también por su trayectoria deportiva. Desde sus orígenes el deporte es una actividad integrada en el día del día. En las primeras Fiestas Colegiales que se celebran, denominadas por entonces Fiestas del P. Rector (1942), las actividades deportivas ocupan un lugar tan importante casi como las religiosas y militares, las más relevantes en aquel tiempo. En el curso 1943-44 se practican la gimnasia, atletismo, ciclismo, baloncesto, pelota a mano, ping-pong y fútbol. En 1954-55 ya constan los integrantes del primer equipo oficial de balonmano.
Actualmente, un grupo numeroso de alumnos practica deporte en alguna de las secciones colegiales: fútbol, balonmano, baloncesto, hockey sala y hierba, atletismo y ajedrez.

### Balonmano
Expresa mención merece el balonmano en el CODEMA. El origen del balonmano en Asturias está unido al balonmano colegial de la mano de José Antonio Roncero, profesor de Educación Física entre 1958 y 1999, y considerado el “padre” del balonmano regional.
Muchos han sido los campeonatos de Asturias logrados en diversos niveles a lo largo de los años. Destacan las distinciones logradas con carácter nacional en categoría masculina: Subcampeonato infantil (1961-62), Tercer puesto juvenil (1963-64), Campeonato infantil (1964-65 y 1966-67), Tercer puesto infantil (1968-69), Subcampeonato cadete (1979-80 y 1987-88) y Campeonato cadete (1995-96).
De las canchas del balonmano colegial han salido jugadores relevantes como Javier García Cuesta, Faustino Villamarín, Enrique Tamargo, Javier Meana, Vicente Moral, Chechu Villaldea, David Pellitero y Carlos Ruesga.

## Galería
|                             |
| Segundo pabellón e iglesia. |

|                                               |
| Ceremonia de inauguración del colegio en 1941 |

|                                                   |
| Palacio y edificio nuevo de la sede de Contrueces |

|                     |
| Iglesia parroquial. |